# Clearwater Wilderness
La Clearwater Wilderness est une aire sauvage de 57 km2 située dans l’État de Washington au nord-ouest des États-Unis. Elle est positionnée juste au nord du parc national du mont Rainier dans la forêt nationale du Mont Baker-Snoqualmie à l'intérieur de la chaîne des Cascades.

## Description
Le nom de l’aire sauvage provient de la rivière Clearwater, un affluent de la rivière White. La Bearhead Mountain (littéralement « Montagne à tête d’ours ») est le point culminant de l’aire sauvage du haut de ses 1 856 m. La zone est recouverte d’une forêt primaire composée du Sapin de Douglas, du Thuya géant de Californie et de la Pruche de l'Ouest. Sous les arbres poussent des mousses et des fougères. La zone, desservie par de nombreux sentiers de randonnées, accueille également de nombreux ruisseaux et huit petits lacs. 90 % des précipitations annuelles se passent entre octobre et mai. De la neige peut subsister sur les sommets jusqu'à la fin juillet. La faune est représentée par l’Ours noir, des cerfs, des écureuils, des marmottes et des Wapitis.